# София фон Баден
София Паулина Хенриета Мария Амелия Луиза фон Баден (на немски: Sophie Pauline Henriette Marie Luise Amalie von Baden; * 7 август 1834, Карлсруе; † 9 април 1904, Карлсруе) от протестантската „Ернестинска линия Баден-Дурлах“ от фамилията Дом Баден (Церинги), е принцеса от Баден и чрез женитба княгина на Липе (1875 – 1895).

## Произход
Тя е дъщеря на маркграф Вилхелм фон Баден (1792 – 1859) и съпругата му херцогиня Елизабет Александрина фон Вюртемберг (1802 – 1864), дъщеря на принц Лудвиг фон Вюртемберг (1756 – 1817) и втората му съпруга принцеса Хенриета фон Насау-Вайлбург (1780 – 1857). Майка ѝ Елизабет е племенница на Фридрих I (1754 – 1816), първият крал на Вюртемберг, на Мария Фьодоровна (1759 – 1828), съпруга на руския император Павел I, и на Елизабет (1767 – 1790), съпруга на император Франц II (1768 – 1835). Тя е роднина и на Мария фон Тек, бабата на британската кралица Елизабет II. Сестра ѝ Леополдина (1837 – 1903) е омъжена на 24 септември 1862 г. в Карлсруе за княз Херман фон Хоенлое-Лангенбург (1832 – 1913).

## Фамилия
София фон Баден се омъжва на 9 ноември 1858 г. в Карлсруе за 4. княз Волдемар фон Липе-Детмолд (* 18 април 1824; † 20 март 1895), вторият син на княз Леополд II фон Липе (1796 – 1851) и принцеса Емилия Фридерика Каролина фон Шварцбург-Зондерсхаузен (1800 – 1867). Бракът е бездетен.
Понеже бракът е бездетен и заради взетите права на брат му Карл Александер (1831 – 1905), княз Волдемар определя в завещанието си за свой наследник принц Адолф фон Шаумбург-Липе (1859 – 1916), женен за Виктория Пруска (1866 – 1929), дъщеря на кайзер Фридрих III. Това завещание довежда до сериозни конфликти между потенциалните наследници, привлекли през следващите десетилетия вниманието на световната общественост.